# Шустиков, Сергей Сергеевич
Серге́й Серге́евич Шу́стиков (род. 5 марта 1989, Москва) — российский футболист, защитник клуба «Титан».

## Биография
Футболист в третьем поколении: отец — Сергей Шустиков, дед — Виктор Шустиков. Воспитанник школы ФК «Москва», в котором его отец работал тренером. После того как в конце 2007 года бывший главный тренер ФК «Москва» Леонид Слуцкий возглавил «Крылья Советов», Шустиков-старший продолжил совместную с ним работу в новом клубе, а Шустиков-младший стал игроком «Крыльев».
Большую часть сезона-2008 Шустиков выступал за дублирующий состав. 6 августа 2008 года дебютировал в основном составе «Крыльев» в матче 1/16 финала Кубка России 2008/09 с клубом «Газовик» (Оренбург). В чемпионате России дебютировал 20 сентября 2008 в гостевом матче 22-го тура с «Амкаром» (0:1), заменив на 38-й минуте получившего травму О Бом Сока.
В начале 2009 года Шустиков был приглашён Игорем Колывановым в молодёжную сборную России для участия в Кубке чемпионов Содружества 2009, на котором сыграл во всех трёх матчах.
В 2013 году стал победителем второго дивизиона российского первенства в зоне «Запад» в составе команды «Химик» (Дзержинск), за которую выступал с 2012 года (с перерывом на выступление за «Локомотив-2»). Перед сезоном 2015/16 перешёл в московское «Торпедо».
В 2020 году контракт был досрочно расторгнут по соглашению сторон.
19 февраля 2021 года подписал контракт с клубом чемпионата Казахстана, уральским «Акжайыком».
В апреле 2023 года присоединился к медиафутбольной команде «Титан». С апреля 2023 года — игрок «Уральца» — команды-участницы чемпионата Москвы среди ЛФК в рамках любительского первенства России.

## Статистика выступлений
| Выступление         | Выступление      | Выступление      | Лига | Лига | Кубки | Кубки | Итого | Итого |
| Клуб                | Лига             | Сезон            | Игры | Голы | Игры  | Голы  | Игры  | Голы  |
| ------------------- | ---------------- | ---------------- | ---- | ---- | ----- | ----- | ----- | ----- |
| Крылья Советов      | РФПЛ             | 2008             | 1    | 0    | 1     | 0     | 2     | 0     |
| Крылья Советов      | РФПЛ             | 2009             | 0    | 0    | 1     | 0     | 1     | 0     |
| Крылья Советов      | Итого            | Итого            | 1    | 0    | 2     | 0     | 3     | 0     |
| → Волга (Ульяновск) | Второй дивизион  | 2011/12          | 9    | 0    | 2     | 0     | 11    | 0     |
| → Волга (Ульяновск) | Итого            | Итого            | 9    | 0    | 2     | 0     | 11    | 0     |
| Химик (Дзержинск)   | Второй дивизион  | 2011/12          | 9    | 0    | 0     | 0     | 9     | 0     |
| Химик (Дзержинск)   | Итого            | Итого            | 9    | 0    | 0     | 0     | 9     | 0     |
| Локомотив-2         | Второй дивизион  | 2012/13          | 16   | 0    | 4     | 0     | 20    | 0     |
| Локомотив-2         | Итого            | Итого            | 16   | 0    | 4     | 0     | 20    | 0     |
| Химик (Дзержинск)   | Второй дивизион  | 2012/13          | 8    | 0    | 0     | 0     | 8     | 0     |
| Химик (Дзержинск)   | ФНЛ              | 2013/14          | 30   | 0    | 2     | 0     | 32    | 0     |
| Химик (Дзержинск)   | ФНЛ              | 2014/15          | 23   | 0    | 2     | 0     | 25    | 0     |
| Химик (Дзержинск)   | Итого            | Итого            | 61   | 0    | 4     | 0     | 65    | 0     |
| Торпедо (Москва)    | ПФЛ              | 2015/16          | 25   | 3    | 2     | 0     | 27    | 3     |
| Торпедо (Москва)    | ПФЛ              | 2016/17          | 11   | 0    | 4     | 1     | 15    | 1     |
| Торпедо (Москва)    | ПФЛ              | 2017/18          | 12   | 0    | 0     | 0     | 12    | 0     |
| Торпедо (Москва)    | ПФЛ              | 2018/19          | 17   | 2    | 4     | 0     | 21    | 2     |
| Торпедо (Москва)    | ФНЛ              | 2019/20          | 13   | 0    | 2     | 0     | 15    | 0     |
| Торпедо (Москва)    | ФНЛ              | 2020/21          | 15   | 0    | 1     | 0     | 16    | 0     |
| Торпедо (Москва)    | Итого            | Итого            | 93   | 5    | 13    | 1     | 106   | 6     |
| Акжайык             | КПЛ              | 2021             | 25   | 0    | 6     | 0     | 31    | 0     |
| Акжайык             | КПЛ              | 2022             | 24   | 1    | 7     | 0     | 31    | 1     |
| Акжайык             | Итого            | Итого            | 49   | 1    | 13    | 0     | 62    | 1     |
| Всего за карьеру    | Всего за карьеру | Всего за карьеру | 238  | 6    | 38    | 1     | 276   | 7     |

## Достижения
«Химик» (Дзержинск)
- Победитель Второго дивизиона (зона «Запад»): 2012/13
- Итого : 1 трофей

«Торпедо» (Москва)
- Бронзовый призёр ПФЛ (зона «Центр»): 2016/17
- Победитель ПФЛ (зона «Центр»): 2018/19
- Итого : 1 трофей

«Акжайык»
- Финалист Кубка Казахстана: 2022